# Unione Sportiva Livorno 1923-1924
Questa voce raccoglie le informazioni riguardanti la Unione Sportiva Livorno nelle competizioni ufficiali della stagione 1923-1924.

## Stagione
La squadra labronica è affidata all'irlandese John Henry Kirwan. Il Genoa, che poi vincerà lo scudetto, viene battuto sul campo di Villa Chayes.
Il Livorno, che rimane imbattuto in casa per la seconda stagione consecutiva, in trasferta subisce invece sette sconfitte che minano le ambizioni di primato facendole svanire dopo poche giornate.
Buono il bottino di 14 reti di Mario Magnozzi.

## Divise
La divisa è formata da una maglia amaranto che presenta tre strisce orizzontali, nell'ordine bianco-verde-bianco, con al centro lo stemma della città di Livorno.
| Prima divisa |

## Rosa
| N. |                   | Ruolo | Calciatore              |
| -- | ----------------- | ----- | ----------------------- |
|    | Italia (bandiera) | P     | Lorenzo Niccolai        |
|    | Italia (bandiera) | D     | Piero Bandini (II)      |
|    | Italia (bandiera) | D     | Ilio Guerrini           |
|    | Italia (bandiera) | D     | Gastone Innocenti (III) |
|    | Italia (bandiera) | D     | Giovanni Vincenzi       |
|    | Italia (bandiera) | C     | Dino Luperi             |
|    | Italia (bandiera) | C     | Renato Nigiotti         |
|    | Italia (bandiera) | C     | Plinio Paolini          |

| N. |                   | Ruolo | Calciatore              |
| -- | ----------------- | ----- | ----------------------- |
|    | Italia (bandiera) | C     | Alfredo Pitto           |
|    | Italia (bandiera) | A     | Lamberto Anichini       |
|    | Italia (bandiera) | A     | Aldo Bandini (I)        |
|    | Italia (bandiera) | A     | Gontrano Innocenti (II) |
|    | Italia (bandiera) | A     | Mario Magnozzi          |
|    | Italia (bandiera) | A     | Bruno Montelatici       |
|    | Italia (bandiera) | A     | Mario Scazzola          |
|    | Italia (bandiera) | A     | Paolo Silvestri         |

## Risultati

### Prima Divisione

#### Girone di andata
| Arbitro: | Venegoni (Legnano) |

|                                              |           |  |
| Scaltriti 7’ Forlivesi 60’ Breviglieri I 61’ | Marcatori |  |

| Arbitro: | Vagge (Genova) |

|                                          |           |                        |
| Paolini 30’ Montelatici 65’ Luperi I 77’ | Marcatori | 1’ Audisio 20’ Pastore |

| Arbitro: | Panzeri (Milano) |

|  |           |              |
|  | Marcatori | 25’ Anichini |

| Arbitro: | Pinasco (Sestri Ponente) |

|                     |           |              |
| Magnozzi 16’ (rig.) | Marcatori | 11’ Monti II |

| Arbitro: | Trezzi (Milano) |

|                            |           |                                |
| Baccilieri 65’ Baviera 86’ | Marcatori | 12’ Luperi I 29’, 43’ Magnozzi |

| Arbitro: | Ortali (Bologna) |

|                                 |           |           |
| Silvestri 44’ Magnozzi 48’, 55’ | Marcatori | 76’ Sardi |

| Arbitro: | Pinasco (Sestri Ponente) |

|                                           |           |  |
| Cevenini III 3’ Agradi 55’ Conti 85’, 89’ | Marcatori |  |

| Arbitro: | G.Crivelli (Milano) |

|                                     |           |                          |
| Nigiotti 25’ Magnozzi 53’ Pitto 55’ | Marcatori | 15’ Firpo 79’ Bissolotti |

| Livorno 2 dicembre 1923 9ª giornata | Livorno            | 0 – 0 | Casale | Campo di Villa Chayes\| Arbitro: \| Merani (La Spezia) \| |
| Arbitro:                            | Merani (La Spezia) |       |        |                                                           |

| Arbitro: | Grossi (Milano) |

|                                             |           |  |
| Meneghetti 20’ Pagliarini 33’ Pestarini 46’ | Marcatori |  |

| Arbitro: | Olivari (Genova) |

|  |           |           |
|  | Marcatori | 70’ Pitto |

#### Girone di ritorno
| Arbitro: | Zennaro (Genova) |

|                                    |           |              |
| Pitto 14’, 70’ Magnozzi 51’ (rig.) | Marcatori | 4’ Forlivesi |

| Arbitro: | Venegoni (Legnano) |

|              |           |                  |
| Munerati 18’ | Marcatori | 43’ Innocenti II |

| Arbitro: | Venegoni (Legnano) |

|                       |           |  |
| Innocenti II 20’, 83’ | Marcatori |  |

| Arbitro: | Trezzi (Milano) |

|                                |           |  |
| Busini III 36’ Zanninovich 67’ | Marcatori |  |

| Arbitro: | Turbiani (Ferrara) |

|                                    |           |             |
| Magnozzi 9’, 44’, 83’ Scazzola 71’ | Marcatori | 2’ Giordani |

| Arbitro: | Venegoni (Legnano) |

|                           |           |  |
| Catto 78’ Bergamino I 89’ | Marcatori |  |

| Arbitro: | Bistoletti (Milano) |

|                                 |           |  |
| Magnozzi 10’, 60’ Silvestri 50’ | Marcatori |  |

| Arbitro: | Majani (Torino) |

|                |           |                   |
| Bissolotti 55’ | Marcatori | 10’, 60’ Magnozzi |

| Arbitro: | Passerini (Firenze) |

|             |           |  |
| Giuliani 3’ | Marcatori |  |

| Arbitro: | Zennaro (Genova) |

|                           |           |  |
| Gabba 25’ Migliavacca 65’ | Marcatori |  |

| Arbitro: | Pinasco (Sestri Ponente) |

|                                       |           |             |
| Magnozzi 10’, 85’ Nigiotti 57’ (rig.) | Marcatori | 44’ Locarni |

| Arbitro: | Galletti (Genova) |

|                         |           |                |
| Magnozzi 5’, 60’ (rig.) | Marcatori | 12’ Baloncieri |

## Statistiche

### Statistiche di squadra
| Competizione    | Punti | In casa | In casa | In casa | In casa | In casa | In casa | In trasferta | In trasferta | In trasferta | In trasferta | In trasferta | In trasferta | Totale | Totale | Totale | Totale | Totale | Totale | DR |
| Competizione    | Punti | G       | V       | N       | P       | Gf      | Gs      | G            | V            | N            | P            | Gf           | Gs           | G      | V      | N      | P      | Gf     | Gs     | DR |
| --------------- | ----- | ------- | ------- | ------- | ------- | ------- | ------- | ------------ | ------------ | ------------ | ------------ | ------------ | ------------ | ------ | ------ | ------ | ------ | ------ | ------ | -- |
| Prima Divisione | 27    | 11      | .       | .       | .       | ..      | ..      | 11           | .            | .            | .            | ..           | ..           | 22     | 12     | 3      | 7      | 33     | 30     | +3 |